# Marilyse Bourke
Pour les articles homonymes, voir Bourke (homonymie).
Marilyse Bourke est une actrice québécoise née le 1er septembre 1976.

## Biographie
Marilyse Bourke entame sa carrière d'actrice à l'âge de 16 ans, en tournant ici et là durant l'été. Dès la fin de ses études collégiales, elle devient actrice à plein temps. 
L'actrice s'est d'abord fait connaître auprès des jeunes, grâce à son rôle de Maggie Malo dans la série télévisée Watatatow. C'est par la suite, dans le rôle de Sonia Compagna, qu'elle continue de graviter dans les comédies jeunesse.  

## Filmographie

### Cinéma
- 2002 : La Mystérieuse Mademoiselle C. de Richard Ciupka : Suzanne Laforest
- 2005 : La Dernière Incarnation de Demian Fuica : Chantal Turcotte
- 2011 : Le Sens de l'humour de Émile Gaudreault : la copine de Luc
- 2023 : Jules au Pays d'Asha
- 2025 : Fanny : Sylvie

### Télévision
- 1993-2003 : Watatatow : Maggie Malo
- 1997-1999 : Diva : Renata Di Salvio
- 1998-2006 : KM/H : Mélanie
- 2002 : Rumeurs : une vendeuse
- 2002-2011 : Une grenade avec ça? : Sonia Compagna
- 2004 : 450, chemin du Golf : Sandrine
- 2005 : Caméra Café : Judith
- 2005-2008 : Les Invincibles : Marie-Ange
- 2006 : Virginie : Nathalie
- 2008-2010 : Roxy : Louise
- 2010-2012 : Mauvais Karma : Isabelle Brouillard
- 2012-2019 : O' : Louisa O'Hara
- 2012 : 30 vies : Nathalie Dufort
- 2016 : Ruptures : Élisabeth Anctil
- 2016-2017 : District 31 : Florence Viens (24 épisodes)
- 2016 : Mes petits malheurs : Diane
- 2017 : Max et Livia : Annick[2]
- 2020 : Les Mutants : Lucie
- 2021 : Nuit blanche : Marlène Hébert
- 2022 : Indéfendables : Me Sonia Cadet

## Récompenses et Nominations

### Nominations
- 2001 : Prix Gémeaux, catégorie Meilleur rôle de soutien féminin: jeunesse pour Watatatow
- 2006 : Prix Gémeaux, catégorie Meilleur premier rôle féminin: jeunesse pour Une grenade avec ça?
- 2008 : Prix Gémeaux, catégorie Meilleur rôle de soutien féminin: jeunesse pour Une grenade avec ça?
- 2009 : Prix Gémeaux, catégorie Meilleur rôle de soutien féminin: jeunesse pour Une grenade avec ça?
- 2011 : Prix Gémeaux, catégorie Meilleur rôle de soutien féminin: comédie pour Mauvais Karma
- 2013 : Prix Gémeaux, catégorie Meilleur premier rôle féminin: dramatique pour O'
- 2016 : Prix Gémeaux, catégorie Meilleur premier rôle féminin: dramatique annuelle pour O’

## Animation
En 2007, Marilyse Bourke a coannimé KARV, l'anti.gala avec Guy Jodoin.